# NGC 2830
NGC 2830 é uma galáxia espiral barrada (SB0-a) localizada na direcção da constelação de Lynx. Possui uma declinação de +33° 44' 17" e uma ascensão recta de 9 horas, 19 minutos e 41,2 segundos.
A galáxia NGC 2830 foi descoberta em 7 de Dezembro de 1785 por William Herschel.